# Plutei de Trajano
Plutei de Trajano (em latim: Plutei Traiani) é um conjunto balaustrada esculpidas (em latim: plutei) construídas para o imperador Trajano (r. 98–117) e em exibição no edifício da Cúria Júlia no Fórum Romano, mas que era parte da estrutura originalmente.
Não se sabe exatamente quando Trajano as construiu e acredita-se que ficavam ou na beirada da Rostra ou cercando o piso negro conhecido como Lápis Níger. Apesar desta incerteza, não há dúvidas sobre seu valor histórico, pois as esculturas mostram o comprimento total de ambos os lados do Fórum na época que foram esculpidas.

## Descrição

### Frontal
O relevo do lado direito mostra Trajano no Fórum instituindo uma organização de caridade para órfãos (conhecidas como "alimenta"). Ele está sentado num pódio no meio do Fórum juntamente com a personificação da Itália carregando uma criança nos braços.
O relevo do lado esquerdo mostra a destruição dos registros de impostos na presença do imperador, provavelmente Adriano, em 118, no valor total de 900 milhões de sestércios. As tabuletas de madeira com os registros são trazidas e queimadas na presença do imperador, que está de pé na frente da Rostra. O "perdão fiscal" já havia sido praticado antes durante o reinado de Trajano depois de sua vitória nas Guerras Dácias de Trajano em 102.

### Fundo
Tanto o lado direito quanto o esquerdo mostram os edifícios do Fórum Romano.
No relevo da direita, da esquerda para a direita, estão: a figueira ruminal e a  estátua de Mársias; a Basílica Júlia; o Templo de Saturno; o Templo de Vespasiano e Tito; a Rostra. Parte do relevo, onde estaria o Templo da Concórdia, se perdeu.
Na esquerda estão: o palanque em frente do Templo do Divino Júlio; o Arco de Augusto; o Templo de Castor e Pólux; o Vico Tusco; a Basílica Júlia; a figueira ruminal e a estátua de Mársias.